# Space Station 76
Pour plus de détails, voir Fiche technique et Distribution.
Space Station 76 est une comédie de science-fiction américaine écrite et réalisée par Jack Plotnick, sortie en 2014. Ce film se calque sur les idées, mode vestimentaires et attitudes des années 70.

## Synopsis
Dans un futur très lointain et inconnu, le film raconte la vie quotidienne de la classe moyenne terrienne sur la station spatiale de ravitaillement OMEGA 76.
Jessica (Liv Tyler) arrive dans la station pour seconder le Capitaine Glenn (Patrick Wilson). Bien que la station ne représente que peu d’intérêt, elle se consacre entièrement à son travail et tente de se faire intégrer à l’équipage, découvrant peu à peu ses petits secrets.

## Fiche technique
- Titre original : Space Station 76
- Réalisation et scénario : Jack Plotnick
- Direction artistique : Seth Reed
- Décors : Jennifer Moller
- Costumes : Sarah Brown et Sandra Burns
- Photographie : Robert Brinkmann
- Montage : Sharon Rutter
- Musique : Marc et Steffan Fantini
- Production : Dan Burks, Katherine Ann McGregor, Joel Michaely, Edward Parks et Rachel Ward
- Sociétés de production : Om Films et Rival Pictures
- Sociétés de distribution :
- Pays d’origine :  États-Unis
- Langue originale : anglais
- Format : couleur - 35 mm - 1,85:1 - son Dolby numérique
- Genre : comédie, science-fiction
- Durée : 90 minutes
- Dates de sortie[1] :
  -  États-Unis : 8 mars 2014 (Festival du film de South by Southwest)

## Distribution
- Patrick Wilson (VF : Cyrille Monge) : le capitaine Glenn
- Liv Tyler (VF : Marie-Laure Dougnac) : la capitaine adjointe
- Marisa Coughlan (VF : Marie-Eugénie Maréchal) : Misty
- Matthew Bomer (VF : Jérémy Bardeau) : Ted
- Jerry O'Connell (VF : Thierry Wermuth) : Steve
- Kylie Rogers : Sunshine
- Kali Rocha (VF : Brigitte Aubry) : Donna
- Victor Togunde : James
- Sam Pancake (en) : Saul
- Matthew  Morrison (VF : Laurent Morteau) : Daniel
- Ryan Gau (VF : Emmanuel Lemire) : Chuck
- Katherine Ann McGregor : Janice
- Michael Stoyanov (en) : le Dr Bot
- Keir Dullea : Mr. Marlowe

- Version française :
  - Société de doublage : VF Productions
  - Direction artistique : Barbara Delsol
  - Adaptation des dialogues : Tim Stevens

Source et légende : Version française (VF) sur RS Doublage